# Rodóstomo
O Rodóstomo ou Tetra Nariz-de-Bêbado, Hemigrammus rhodostomus, é uma espécie tropical dulcícola originária da América do Sul, popular entre os aquaristas. Um entre muitos pequenos tetras pertencentes ao gênero hemigrammus, pode atingir os 5 centímetros. É um peixe de cardume estabelecido há muito como um favorito entre os aquaristas tropicais. O peixe é muito semelhante a outras espécies, incluindo as Hemigrammus bleheri (Géry & Mahnert 1986) e Petitella georgiae (Géry & Boutiére 1964), e é possível que exemplares colectados recentemente e disponíveis no comércio sejam membros de uma ou outra destas espécies alternativas. Existem muitos nomes-comuns para esse peixe, sendo "tetra-nariz de bêbado" o mais comum. Existem ainda outros nomes em circulação como, por exemplo, "Tetra Cabeça de Fogo" para H. bleheri, de acordo com FishBase).

## Descrição física
O Rodóstomo é um peixe fusiforme, sendo a sua coloração usual prata traslúcido, mas em alguns espécimes podem aparecer escamas verde-iridescentes que frequentemente correspondem à fontanela (a parte da cabeça correspondente à testa em humanos). As barbatanas são transparentes, com exceção da nadadeira caudal, sendo ela adornada em preto e branco com linhas horizontais, com duas listras horizontais pretas sobre cada lóbulo da barbatana caudal e nos espaços entre elas listras brancas, sendo a contagem total de listras pretas cinco. Usualmente uma linha negra ocupa a porção central da nadadeira anal. A cabeça é vermelha, iridescente no brilho, continuando com o vermelho na íris do olho, e parte da coloração vermelha estende-se para além da cabeça sobre o opérculo e algumas escamas da secção anterior do corpo propriamente dito. Alguns espécimes classificados como Hemigrammus rhodostomus possuem três listras pretas na barbatana caudal em vez de cinco, e alguns espécimes classificados como Petitella georgiae têm uma tarja preta no pedúnculo caudal estendendo-se para a frente do corpo, encimada por uma fina linha iridescente dourada: no entanto ainda tem que ser totalmente apurado se esses recursos são fiáveis para determinar a identidade destas espécies entre si.
Indivíduos do sexo masculino e feminino não apresentam diferenças visuais óbvias para além do contorno corporal aumentado em fêmeas maduras.

## Distribuição
As três espécies diferentes de peixes conhecidas por rodóstomo tem as seguintes distribuições:
- Hemigrammus rhodostomus: Baixa bacia Amazônica e rio Orinoco
- Hemigrammus bleheri: Bacias hidrográficas do Rio Negro e Solimões
- Petitella georgiae: Alta bacia amazônica, no Peru, e bacias hidrográficas dos Rio Purus, Rio Negro e Rio Madeira

## Habitat
As três espécies de Rodóstomos habitam trechos de rios cuja água é pobre em minerais dissolvidos (mole), ácida e, frequentemente, tingida por ácido tanínico (produto do decaimento de matéria vegetal no substrato), daí advindo o nome de 'água negra' devido à sua aparência. A presença de plantas aquáticas nestas extensões de água é esporádica: os lençóis de água do Rio Negro são menos densamente povoados com flora aquática do que os outros rios devido ao sombreamento causado pelas copas da floresta tropical. Os peixes habitam preferencialmente as zonas médias e inferiores da coluna de água.

## Manutenção
As características do aquário para a manutenção de todas as três espécies são idênticas: o Rodóstomo é um peixe que exibe um apertado comportamento de cardume, tanto em estado selvagem como no aquário. Por conseguinte, estes peixes devem ser mantidos em grupos de nada menos do que seis indivíduos, sendo preferível um maior número quando o espaço o permita. Todas as três espécies são amantes de água quente, devendo gama de temperaturas para a sua manutenção ser entre os 24°C e os 31°C, com os peixes, por vezes, exigindo temperaturas tão elevadas como 33ºC para a reprodução. Por conseguinte, a compatibilidade destes peixes com outros de águas mais frias é limitada e a sua convivência em aquário comunitário contra-indicada: por exemplo, a coridora panda seria uma má escolha para companheiro, uma vez que estas coridoras preferem temperaturas mais baixas e há uma sobreposição reduzida nas gamas de temperatura adequadas para ambas as espécies. São companheiros adequados para o Tetra Nariz-de-Bêbado outras espécies pequenas e pacíficas, capazes de prosperar em condições de água semelhantes, entre eles numerosas espécies de tetras da América do Sul, pequenos barbos, dânios e rásboras e, permitindo-o o espaço, Ciclídeos anões como o Mikrogeophagus ramirezi, outro peixe Sul-Americano de águas quentes com uma gama de temperaturas semelhante à do Nariz-de-Bêbado. Outros ciclídeos anões recolhidos no estado selvagem a partir de habitats semelhantes ao do Nariz-de-Bêbado podem também ser compatíveis dado um aquário suficientemente espaçoso.
As condições químicas da água preferidas por estes peixes, como pode facilmente ser inferido a partir do seu habitat selvagem, remetem-nos para uma água é macia e ácida (com uma dureza não superior a 6° dH e um pH preferencialmente próximo dos de 6,4 embora, para efeitos de manutenção, o pH da água aquário possa variar entre um pH de 5,6 a 7,4). No entanto, se está a ser tentada a reprodução em cativeiro, o Tetra-Nariz-de-Bêbado requer água ácida e extremamente macia. Como a revista "'Tropical Fish Hobbyist'" informou recentemente num trabalho de investigação sobre estes peixes, níveis elevados de iões de cálcio na água induzem a esterilidade nestes peixes. Um aquário plantado é saudado por estes peixes, sobretudo quando são incluídas espécies de plantas de folha fina, tais como Cabomba e Myriophyllum.
A alimentação apresenta relativamente poucos problemas, já que os peixes ansiosamente devorarão uma vasta gama de alimentos preparados, bem como alimentos vivos. Em comum com muitos outros tetras, estes peixes apreciam particularmente bloodworms (larvas de mosquito do género Chironomus) e também irão devorar dáfnias vivas com avidez. Ao contrário de outras espécies de tetra que se adaptam a uma alimentação na superfície do aquário, não se considera provável que o Tetra-Nariz-de-Bêbado acrescente larvas vivas mosquito à sua dieta no aquário (apesar de instâncias em que estes peixes descobrirem e apreciam este alimento serem possíveis): geralmente, o Tetra-Nariz-de-Bêbado prefere alimentar-se nas regiões médias e baixas do aquário .
Os rodóstomos podem viver até 5 a 6 anos se bem cuidados. Em casos excepcionais podem viver por mais de 8 anos.
Uma das características interessantes deste peixe é a possibilidade de avaliar, através da observação deste, a qualidade da água, alertando os aquariofilistas de potencial poluição no aquário. Quando substâncias como amônia, nitritos ou nitratos excedem níveis críticos, a cabeça vermelha do peixe fica pálida. Os peixes também exibem esta aparência pálida imediatamente após a perturbação que ocorre no aquário na sequência de uma mudança da água, mas, neste caso, uma vez fornecida água com as características adequadas, a intensa cor vermelha escura volta. Se a palidez da cabeça persistir deve ser entendido como um sinal de que os parâmetros químicos da água necessários para a manutenção de um aquário saudável estão em necessidade de adaptação e que os níveis de poluentes estão a tornar-se perigosos para os habitantes.

## Reprodução
Rodóstomos apresentam sérios desafios até mesmo aos mais experientes aquariofilistas do ponto de vista da reprodução, principalmente devido a dois fatores: a probabilidade de se provocar a esterilidade em futuros pais, mantidos em água com um nível demasiado alto de ions de cálcio dissolvido, e a lenta taxa de crescimento dos alevins. Um problema adicional é que é difícil a diferenciação sexual apenas por inspecção visual, fazendo da selecção de pares uma questão de sorte a não ser que uma fêmea evidentemente grávida esteja disponível para a seleção. Mais uma vez, idênticas observações são aplicáveis a todas as três espécies acima listadas.
O aquário para a reprodução do rodóstomo deve ser esterilizados antes da sua utilização, já que o peixe produz ovos que são notoriamente sensíveis à infecção bacteriana e fúngica. O uso de um agente antifúngico aconselha-se vivamente logo que a desova é terminada, a fim de evitar o ataque por parte de vários fungos aos ovos.
Escusado será dizer que, dada a provável esterilidade de peixes mantidos em água cujos parâmetros químicos são incorretos, os futuros pais devem ser mantidos em água ácida e macia ao longo das suas vidas para que sejam capazes de reprodução continuada. Se não o fizer irá destruir quaisquer hipóteses de sucesso desde o início. Para além disso, é altamente recomendável turfa para filtrar a água do aquário durante a reprodução ou, em alternativa, o recurso aditivos químicos disponíveis comercialmente do tipo "Blackwater Tonic", necessários para fornecer o ambiente propício para a reprodução. Os peixes progenitores devem, para além disso, ser fortemente condicionados com quantidades copiosas de alimentos vivos, o que colocá-los-à em condições privilegiadas para a reprodução.
Apesar destes peixes preferirem desovar entre plantas de folhas finas, um problema que o aquariofilista enfrenta a este respeito é o de que a maioria das plantas de folhas finas disponíveis para o aquário preferirem níveis elevados luz (a Cabomba é um caso exemplar do problema) enquanto o Tetra-Nariz-de-Bêbado prefere reproduzir-se sob condições de iluminação ambiente moderada. Soluções para este problema incluem o recurso ao Vesicularia dubyana (uma planta que prospera mesmo em níveis muito baixos luz, e é um meio ideal para a desova de muitas espécies de peixes) ou a utilização de alternativas sintéticas (como os "mops" de nylon, normalmente introduzidos quando vegetais naturais adequados estão indisponíveis).
Os pais devem ser introduzidos no aquário de reprodução até 7 dias antes da desova, fortemente alimentados com alimentos vivos, e mantidos sob uma iluminação ambiente moderada. Além disso, os pais tendem a preferir a desova sob condições calmas e, portanto, o aquário deve ser instalado fora de zonas de tráfego ou ocupação humanos. A temperatura deve ser lentamente elevada aos 32°C ou até, por vezes, aos 33°C dependendo das necessidades individuais dos espécimes. A desova é difícil de observar, não apenas por decorrer sob iluminação ambiente moderada, mas também por as sequências de perseguição seguidas pela adopção de uma posição lado a lado dos progenitores sobre o meio de desova poderem ser consideradas como indício de que a desova está realmente a acontecer, quando tal não é de forma alguma certo. A utilização judiciosa de uma lanterna de baixa potência para observar a desova pode ser útil para determinar se os ovos estão efectivamente a ser produzidos.
A espécie não está assinalada como tendo uma tendência particular para comer os seus ovos (ao contrário, por exemplo, do Tetra Limão), mas ainda assim é aconselhável remover os pais uma vez que a desova esteja concluída. Nesta fase devem ser adicionados antifúngicos para proteger os ovos, sendo vitais no caso desta difícil e sensível espécie.
Uma vez completa a desova é aconselhável manter o aquário com iluminação fraca até os ovos eclodirem e os alevins nadarem livremente. Embora os ovos do Tetra-Nariz-de-Bêbado não precisem de ser mantidos na escuridão total (como é o caso dos tetras Néon e Cardeal), os ovos são conhecidos por exibir um certo grau de fotossensibilidade, e uma iluminação ambiente moderada é altamente recomendável durante o desenvolvimento dos ovos no aquário de reprodução.

## Desenvolvimento
Os ovos férteis dos rodóstomos chocam aproximadamente após 72 a 96 horas a aproximadamente 32°C. Os alevins alimentam-se por cerca de 24 a 48 horas absorvendo o saco gema, tornando-se nadadores livres. Nesta fase, os alevins devem ser alimentados com infusórios ou alimentos especiais para alevins de depositores de ovos, e devem ser iniciadas trocas parciais de água frequentes (cerca de 10% do volume do aquário a cada 24 a 48 horas).
Após vencer o desafio de convencer os peixes a reproduzirem-se, o aquarista logo descobrirá que o rodóstomo apresenta um outro obstáculo para uma reprodução em cativeiro com sucesso - os seus alevins estão entre os de crescimento mais lento de todos os caracídeos e, na verdade, entre os mais lentos de todos os peixes aquário populares. Infusórios e outros alimentos semelhantes são necessários aos alevins por um mínimo de três semanas, e não é inédito alguns peixes demorarem tanto como doze semanas a migrar para alimentos maiores, sendo as taxas de crescimento particularmente sensíveis à temperatura. É muito mais provável alcançar sucesso em elevar os alevins até uma dimensão em que eles sejam capazes de assimilar alimentos maiores se os alevins forem mantidos a temperaturas acima dos 30°C durante os primeiros 3 meses de vida: no entanto, mesmo então podem ocorrer graves taxas de perdas devido ao aparecimento de doenças entre os peixes (com maior freqüência de infecções bacterianas).
Os alevins podem demorar até 6 meses para atingir um estado juvenil, tamanho com o qual são capazes de se alimentar de Daphnia viva numa base regular. Durante este tempo são susceptíveis a mudanças bruscas na química da água, e a gestão dos níveis de poluentes no aquário é ainda mais difícil com a necessidade de manter um baixo conteúdo mineral na água do aquário durante o desenvolvimento dos alevins, a fim de evitar a esterilidade futura dos peixes. Assim sendo, a capacidade-tampão do aquário é baixa como resultado da baixa concentração de íons de bicarbonato e de ions de cálcio necessários para o efeito-tampão. Levando todos estes factores em conta a reprodução deste peixe é um grande desafio para os aquariofilistas e o êxito pode depender, pelo menos parcialmente, da sorte.